# Conophis lineatus
Conophis lineatus är en ormart som beskrevs av Duméril, Bibron och Duméril 1854. Conophis lineatus ingår i släktet Conophis och familjen snokar.
Arten förekommer med flera från varandra skilda populationer i Centralamerika från östra Mexiko till norra Costa Rica. Den lever i låglandet och i bergstrakter upp till 1500 meter över havet. Habitatet utgörs av skogar i varma regioner som kan vara fuktiga eller torra samt av savanner. Ibland besöker Conophis lineatus kulturlandskap.
Individerna vistas främst på marken och de är dagaktiva. Denna orm jagar vanligen ödlor av släktena Ameiva och Cnemodophorus som kompletteras med några fågelägg av fåglar som har sina bon på marken. Honor lägger själv ägg.
För beståndet är inga hot kända och populationen anses vara stabil. IUCN kategoriserar arten globalt som livskraftig.

## Underarter
Arten delas in i följande underarter:
- C. l. concolor
- C. l. dunni
- C. l. lineatus